# Sjoukje Heimovaara
Sjoukje Heimovaara of Sjoukje Heimovaara-Dijkstra (Tilburg, 1965) is een Nederlands wetenschapper en universiteitsbestuurder. Sinds 1 juli 2022 is Heimovaara voorzitter van de Raad van Bestuur van Wageningen University & Research (WUR). Tevens is zij vicevoorzitter van Universiteiten van Nederland (UNL).

## Biografie

### Opleiding en vroege wetenschappelijke loopbaan
Sjoukje Dijkstra is in 1965 geboren in de Nederlandse stad Tilburg. De Finse achternaam "Heimovaara" (eerder ook "Heimovaara-Dijkstra") heeft ze sinds ze getrouwd is met hoogleraar Timo Heimovaara van de Technische Universiteit Delft, die oorspronkelijk uit Finland komt. Ze studeerde in de jaren 1980 plantenveredeling aan de Landbouwuniversiteit Wageningen (thans Wageningen University & Research, WUR).
Daarna werkte ze 14 jaar lang (1989–2003) bij de Nederlandse Organisatie voor toegepast-natuurwetenschappelijk onderzoek (TNO) te Delft. Ondertussen promoveerde ze in 1995 aan de Universiteit Leiden met haar proefschrift over de respons van gerstzaad op abscisinezuur.

### Bedrijfskundig en academisch bestuurder
Van 2003 tot 2019 werkte Heimovaara bij 17 jaar lang bij het plantenveredelingsbedrijf Royal Van Zanten, dat handelt in snijbloemen en potplanten. Het grootste deel van deze periode (tot aan 2017) was zij directeur Research & Development met internationale verantwoordelijkheid; daarna was Heimovaara van 2017 tot 2019 de CEO van het gehele bedrijf.
In 2020 keerde ze terug naar Wageningen University & Research (WUR) als directeur van de Agrotechnology & Food Sciences Group (AFSG) tot 1 juli 2022. Sindsdien is Heimovaara voorzitter van de Raad van Bestuur van de WUR, als opvolger van Louise Fresco. Een nevenfunctie die zij ook enige tijd heeft vervuld is haar lidmaatschap van de Adviesraad voor wetenschap, technologie en innovatie (AWTI). In een interview met Nieuwe Oogst van januari 2025 gaf Heimovaara aan trots te zijn op de internationale koppositie van de Nederlandse land- en tuinbouwsector en de rol die de WUR daarin speelt, maar zich ook zorgen te maken over de grootschalige bezuinigingen op onderwijs en onderzoek, terwijl verdere innovaties en verduurzaming noodzakelijk zouden zijn.

## Publicaties (selectie)
- (en) Heimovaara-Dijkstra, Sjoukje (1995). Signals mediating ABA action in barley grain. Universiteit Leiden, Leiden, pp. 162. Geraadpleegd op 21 februari 2025. (proefschrift)
- (en) van der Veen, Renske, Heimovaara-Dijkstra, Sjoukje, Wang, Mei (1 October 1992). Cytosolic Alkalinization Mediated by Abscisic Acid Is Necessary, but Not Sufficient, for Abscisic Acid-Induced Gene Expression in Barley Aleurone Protoplasts. Plant Physiology 100 (2): 699–705. ISSN: 0032-0889. PMID 16653048. PMC 1075615. DOI: 10.1104/pp.100.2.699. Geraadpleegd op 21 februari 2025.
- (en) Heimovaara-Dijkstra, Sjoukje, van Duijn, Bert, Libbenga, Kees R., Heidekamp, Freek, Wang, Mei (1994). Abscisic Acid-Induced Membrane Potential Changes in Barley Aleurone Protoplasts: a Possible Relevance for the Regulation of rab Gene Expression. Plant and Cell Physiology 35 (5): 743–750. ISSN: 1471-9053. DOI: 10.1093/oxfordjournals.pcp.a078652.
- (en) Heimovaara-Dijkstra, S., Heistek, J. C., Wang, M. (1 september 1994). Counteractive Effects of ABA and GA3 on Extracellular and Intracellular pH and Malate in Barley Aleurone. Plant Physiology 106 (1): 359–365. ISSN: 0032-0889. PMID 12232334. PMC 159534. DOI: 10.1104/pp.106.1.359. Geraadpleegd op 21 februari 2025.
- (en) Van Duijn, Bert, Heimovaara-Dijkstra, Sjoukje (1994). Intracellular microelectrode membrane potential measurements in tobacco cell-suspension protoplasts and barley aleurone protoplasts: interpretation and artifacts. Biochimica et Biophysica Acta (BBA) - Biomembranes 1193 (1): 77–84. DOI: 10.1016/0005-2736(94)90335-2.
- (en) Leonardi, Agnès, Heimovaara‐Dijkstra, Sjoukje, Wang, Mei (1995). Differential involvement of abscisic acid in dehydration and osmotic stress in rice cell suspension. Physiologia Plantarum 93 (1): 31–37. ISSN: 0031-9317. DOI: 10.1034/j.1399-3054.1995.930106.x.
- (en) Testerink, Christa, van der Meulen, René M., Oppedijk, Berry J., de Boer, Albertus H., Heimovaara-Dijkstra, Sjoukje (1 september 1999). Differences in Spatial Expression between 14-3-3 Isoforms in Germinating Barley Embryos. Plant Physiology 121 (1): 81–88. ISSN: 1532-2548. DOI: 10.1104/pp.121.1.81. Geraadpleegd op 21 februari 2025.
- (en) Heimovaara-Dijkstra, Sjoukje, Testerink, Christa, Wang, Mei (2000). MAP Kinases in Plant Signal Transduction. Springer Berlin Heidelberg, Berlin, Heidelberg. DOI:10.1007/978-3-540-49166-8_10, "Mitogen-Activated Protein Kinase and Abscisic Acid Signal Transduction". ISBN 978-3-642-53692-2.
- (en) Schouten, Rob E., van Dien, Luka, Shahin, Arwa, Heimovaara, Sjoukje, van Meeteren, Uulke (2018). Combined preharvest and postharvest treatments affect rapid leaf wilting in Bouvardia cut flowers. Scientia Horticulturae 227: 75–78. DOI: 10.1016/j.scienta.2017.09.014.